# Corneille Stevens
Pour les articles homonymes, voir Stevens.
Corneille Stevens, né le 26 décembre 1747 à Wavre, dans l'ancien duché de Brabant (Belgique), et y décédé le 7 septembre 1828, était un prêtre et prélat du diocèse de Namur, chef de file dans les « départements réunis » du mouvement d’opposition au concordat de 1801. Il devint, à son corps défendant, le fondateur de l’église connue sous le nom de « stéveniste ».

## Biographie
Corneille Stevens est ordonné prêtre en 1774 et devient peu après chanoine de la cathédrale de Namur. Lorsque le pouvoir révolutionnaire français tente d’y imposer la constitution civile du clergé, avec son serment de fidélité à la république, Stevens fuit en Allemagne (1794) en compagnie de l'archevêque de Malines, le cardinal de Franckenberg.  Il y est l’âme de la résistance à la politique anti-religieuse des révolutionnaires français. 
Rentré à Namur lorsque Napoléon prend le pouvoir (1799), Stevens est nommé Grand Vicaire du diocèse (4 septembre 1799), le siège étant vacant à la suite des décès successifs de l'évêque Albert Louis de Lichtervelde (en 1796) et du vicaire capitulaire, deux ans plus tard. Il occupe cette fonction jusqu'en 1802, lorsqu'un évêque concordataire est nommé par le pouvoir français: Claude de Bexon.  
En 1802 Stevens rejette le concordat signé l’année précédente entre le pape Pie VII et Napoléon, estimant que trop de pouvoir religieux est ainsi accordé à l’empereur. Il y est encore plus opposé lorsque celui-ci y ajoute unilatéralement - et malgré les protestations de Pie VII - des articles organiques qui concrétisent en fait une mainmise complète du pouvoir civil sur les institutions religieuses.  
Pamphlétaire redoutable, Stevens est influent et actif dans son opposition: un groupe  de prêtres belges relativement important, quoique minoritaire, le suit. Il se trouve ainsi à la tête des Stévenistes, qui passent à la clandestinité. Traqué durant dix ans il échappe toujours aux milices de Fouché (qui avait mis sa tête à prix).

## Naissance du 'Stévenisme'
Après la chute de Napoléon en 1814, Corneille Stevens se réconcilie avec le nouvel évêque de Namur, Joseph Pisani de la Gaude, au grand dam de ses partisans. En fait, s'il est virulent lorsqu'il critique la servilité des évêques vis-à-vis du pouvoir civil, Stevens n'a jamais cherché à rompre avec l'Église. La rupture a lieu après son départ. Un successeur est élu à la tête des stévenistes, qui restent opposés à l’accord existant entre Église et État. Ils critiquent durement la subordination et rejettent l’autorité des évêques assermentés au pouvoir civil. Ils forment la Petite Église apostolique, apparentée à celles de Vendée, Bretagne et ailleurs. 
Corneille Stevens meurt à Wavre le 7 septembre 1828.